# Manden & Musen
|  | Denne artikel er oprettet af botten PalnaBot ud fra en ekstern database. Den kan derfor have sproglige fejl eller mangler. Denne skabelon kan fjernes efter kontrol af indholdet. |

Manden & Musen er en film instrueret af Lasse Lau.

## Handling
Byens hav skummer af forurening. En tæt pakket tåge indhyller manden i sin søgen efter den superblonde kvinde, at han i øjeblikket gribes af blind desperation.